# Xã Westerville City, Quận Delaware, Ohio
Xã Westerville City (tiếng Anh: Westerville City Township) là một xã thuộc quận Delaware, tiểu bang Ohio, Hoa Kỳ. Năm 2010, dân số của xã này là 7.789 người.